# David Gaul
David Thomas Gaul, Sr. (* 7. Juli 1886 in Lafayette, Pennsylvania; † 6. August 1962 in Philadelphia) war ein US-amerikanischer Schwimmer.

## Karriere
Gaul nahm 1904 an den Olympischen Spielen in St. Louis teil. In den Wettbewerben über 50 Yards und 100 Yards Freistil erreichte der US-Amerikaner jeweils den vierten Rang.